# 1938 في كولومبيا
فيما يلي قوائم الأحداث التي وقعت خلال عام 1938 في كولومبيا.

## سياسة

### تعيين في المنصب
- 7 أغسطس – إدواردو سانتوس رئيس كولومبيا.

## مواليد

### يناير
- 1 يناير – غويلرمو أوين رياضياتي كولومبي.
- 28 يناير – فرناندو سيبيدا أولوا

### مارس
- 28 مارس – جايمي كاسترو كاسترو سياسي كولومبي.

### أبريل
- 1 أبريل – جيمي غونزالز لاعب كرة قدم كولومبي.
- 20 أبريل – خيرمان إسبينوزا كاتب كولومبي.

### مايو
- 22 مايو – غوستافو لوزانو كونتريرز عالم نبات كولومبي.

### نوفمبر
- 2 نوفمبر – خايرو أرياس لاعب كرة قدم كولومبي.
- 13 نوفمبر – رولاند سيرانو لاعب كرة قدم.
- 16 نوفمبر – بياتريس غونزاليس فنانة كولومبية.

## وفيات

### يناير
- 1 يناير – إيفي غوميز (مواليد 1867) كاتب كولومبي.